# Мирчо III
Мирчо III (на румънски: Mircea al III-lea) е княз на Влашко от октомври 1509 до януари 1510 г. Внук на Влад Дракула.

## Живот
След като баща му Михня I Реу е принуден да търси спасение в Трансилвания, болярите слагат на престола за няколко месеца Мирчо III, но скоро на него също му се налага да напусне страната.
Между 1512 и 1521 г. той отново е претендент за трона срещу Нягое I Басараб. През октомври 1521 г. нахлува във Влашко подпомогнат от пашата на Никопол Мехмед Бег Михалоглу, но е разбит от Раду V Афумати.
Известно е, че Мирчо бил физически много силен мъж и някои от болярите, участвали в убийството на баща му, убил със собствените си ръце. След 1521 г. няма сведения за съдбата му, освен че умира около 1534 г.

## Семейство
През 1519 Мирчо се жени за Мария Деспина Сръбска, която му ражда:
- Милош Вода, който преподава в патриаршеското училище в Константинопол; умира през 1577 г.;
- Александру II Мирчо, владетел на Влашко от 1568 до април 1574 и от май 1574 до 1577 г.;
- Влад;
- Михня;
- Петър VI Куция.